# 파피 질로보지
엘 하지 파피 미송 질로보지(El Hadji Papy Mison Djilobodji, 1988년 12월 1일, 카올라크 ~ )는 세네갈의 축구 선수로, 튀르키예 쉬페르리그 카슴파샤 소속이다. 베르더 브레멘 임대 당시, 아인트라흐트 프랑크푸르트와의 리그 마지막 경기에서 결승골을 기록해서, 팀을 잔류로 이끌었다.